# Ditylenchus longimatricalis
Ditylenchus longimatricalis är en rundmaskart. Ditylenchus longimatricalis ingår i släktet Ditylenchus, och familjen Anguinidae. Arten är reproducerande i Sverige.